# パブロ・クエバス
パブロ・ガブリエル・ティト・クエバス・ウルロス (Pablo Gabriel Tito Cuevas Urroz, 1986年1月1日 - )は、ウルグアイの男子プロテニス選手。これまでにATPツアーでシングルス6勝、2008年全仏オープンを含むダブルス9勝を挙げる。自己最高ランキングはシングルス19位、ダブルス14位。身長180cm、体重80kg。右利き、バックハンド・ストロークは片手打ち。
2008年全仏オープン男子ダブルスでルイス・オルナとペアを組んで優勝し、ウルグアイの男子テニス選手として最初の4大大会優勝者になった選手である。

## 選手経歴

### 2004年 プロ転向
2004年にプロ入りし、直ちに男子テニス国別対抗戦デビスカップウルグアイ代表選手に選ばれる。

### 2007年 グランドスラム初出場
2007年全仏オープン男子ダブルスで4大大会のダブルスに初出場し、この大会では3回戦まで勝ち進んだ。同年の全米オープンでシングルスに初出場するが、1回戦でアンディ・マリーに2-6, 3-6, 0-6で完敗した。年間最終ランキングは113位。

### 2008年 全仏ダブルス優勝
2008年全仏オープン男子シングルスでは、1回戦でフェルナンド・ゴンサレスに敗れている。2008年全仏オープン男子ダブルスで、クエバスはルイス・オルナと初めてコンビを組み、ノーシードのペアとして勝ち進んだ。2人は準々決勝で第1シードのブライアン兄弟組を6-3, 5-7, 7-6(1)で破る金星を挙げ、この勝利で波に乗った。初進出の決勝戦で、クエバスとオルナは第2シードのダニエル・ネスター/ネナド・ジモニッチ組を6-2, 6-3のストレートで倒した。こうして、クエバスは男子ツアーで最初のタイトルをグランドスラム大会のダブルスで獲得した。クエバスとオルナは全米オープンでもコンビを組んだが、2回戦で敗退した。年間最終ランキングは142位。

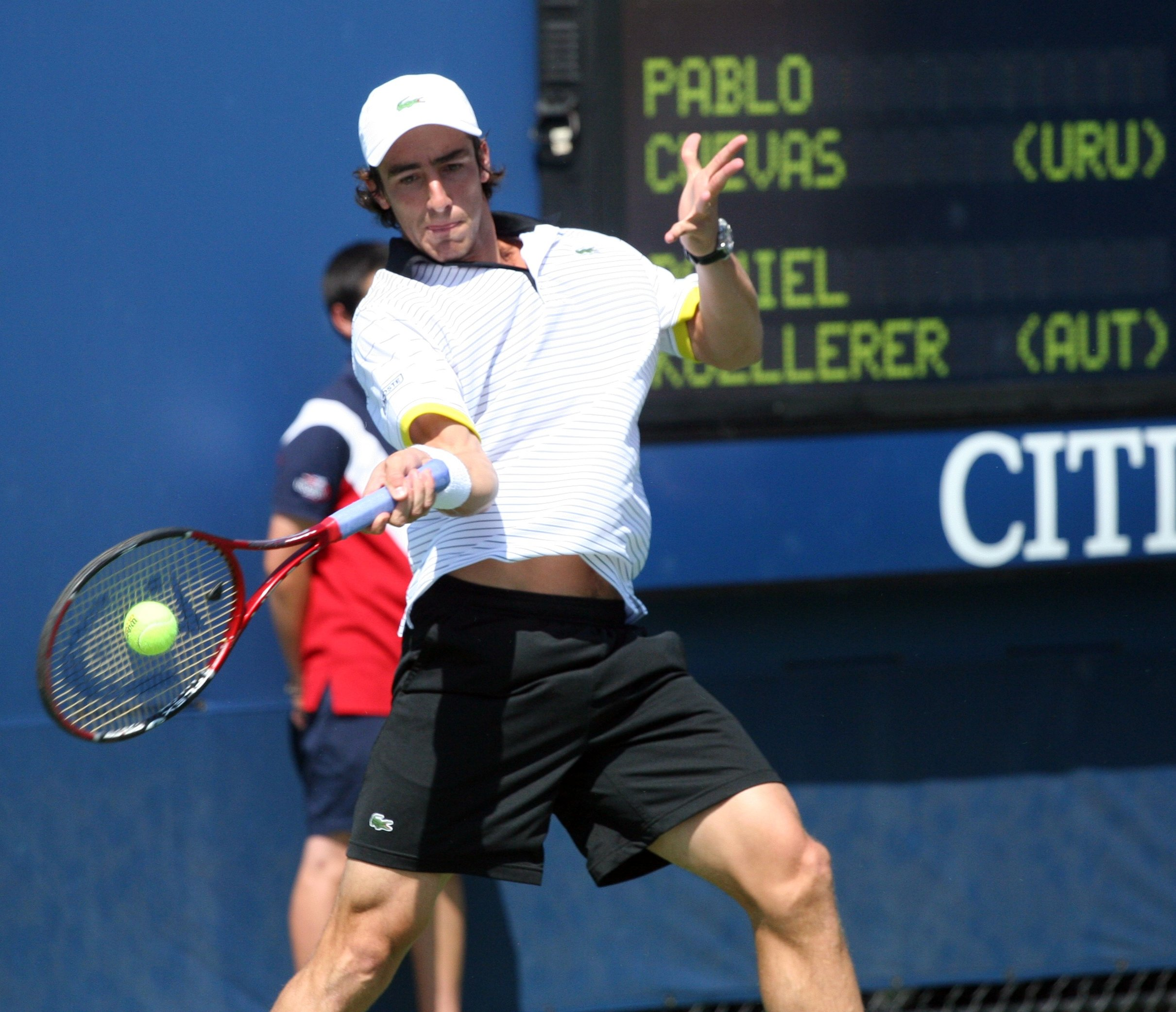
2009年全米オープンでのパプロ・クエバス

クエバスの全仏オープン男子ダブルス優勝はウルグアイのテニス界における大きな記念碑となる。これまでは、32年前の1976年全仏オープン女子ダブルスでフィオレラ・ボニセジがゲイル・シェリフと組んだ優勝が、当地唯一のグランドスラム・タイトルであった。ウルグアイ最大の男子テニス選手であるマルセロ・フィリピーニは、9年前の1999年全仏オープンでシングルスの最高成績を出し、ベスト8まで進出した。フィリピーニの男子シングルス8強を超えて、クエバスが全仏男子ダブルスで初優勝を遂げたことにより、ウルグアイのテニス界は全仏女子ダブルスのボニセジ以来「32年ぶり」の4大大会タイトルを得たのである。年間最終ランキングは50位。

### 2013年 全仏ダブルスベスト4
クエバスは2011年全仏オープンを最後に膝の怪我のため1年10カ月公式戦出場から遠ざかり、2013年4月に復帰した。久しぶりの4大大会出場となった2013年全仏オープンでは1回戦でアドリアン・マナリノを6-3, 2-6, 6-3, 5-7, 7-5のフルセットで破り初戦を突破した。2回戦でジル・シモンに7-6, 1-6, 1-6, 1-6で敗れた。オラシオ・セバジョスと組んだダブルスではベスト4に進出した。年間最終ランキングは220位。

### 2014年 ツアー初優勝
2014年7月、スウェーデン・オープンの男子シングルスでは、初めてシングルスツアー決勝戦に進出し、決勝戦でジョアン・ソウザに6-2, 6-1で勝利して、シングルス初タイトルを獲得した。クロアチア・オープンで2勝目を挙げている。年間最終ランキングは30位。

### 2015年 ツアー3勝目
2015年はブラジル・オープンでツアー3勝目を挙げる。年間最終ランキングは40位。

### 2016年 ツアー5勝目
2016年のリオ・オープンの準決勝でラファエル・ナダルを破り、500の大会で初の決勝に進出した。決勝でギド・ページャに6–4, 6–7(5), 6–4で勝利し、ATP500で初優勝を果たす。また1回戦から決勝までの5試合連続で左利きの相手に勝っての優勝はATPツアー史上初めてのことであった。翌週のブラジル・オープンでも優勝し、大会2連覇と2週連続優勝を達成した。6月のノッティンガム・オープンでは芝で初めて決勝に進出したが、スティーブ・ジョンソンに6-7(5), 5-7で敗れた。
7月のドイツ国際オープンではATP500では自身2度目の決勝に進出。決勝でマルティン・クリザンに1-6, 4-6で敗れた。翌7月18日付の世界ランキングで20位となり、トップ20入りを果たす。年間最終ランキングは22位。

### 2017年 マスターズベスト4
2017年のブラジル・オープンでは決勝でアルベルト・ラモス＝ビニョラスに6–7(3), 6–4, 6–4で勝利し、3連覇を達成した。3月のBNPパリバ・オープンでは自身初のマスターズ1000ベスト8進出を果たす。準々決勝でパブロ・カレーニョ・ブスタに1-6, 6-3, 6-7(4)で敗れた。
モンテカルロ・マスターズでは3回戦で第3シードのスタン・ワウリンカをストレートで破る金星を挙げ、次戦でリュカ・プイユに敗れたものの再びマスターズベスト8進出を成し遂げる。更にムチュア・マドリード・オープンではマスターズ3度目のベスト8に進出、準々決勝でアレクサンダー・ズベレフを下し、マスターズ初のベスト4進出を成し遂げる。準決勝は第8シードのドミニク・ティエムに敗れる。
全仏オープンでは3回戦に進出するがフェルナンド・ベルダスコに敗れる。10月のオーストリア・オープンではダブルスで優勝。年間最終ランキングは32位。

### 2018年
年間最終ランキングは88位。

### 2019年
年間最終ランキングは45位。

### 2020年 ATP杯初出場
ATPカップにウルグアイ代表のエースとして出場。結果はラウンドロビン敗退で終わったがジョージア戦でのATPカップにジョージア代表のエースとして出場。ニコロズ・バシラシビリとの対戦中に自身が審判から「Lack of Effort」(プロらしくないプレー)により警告を受け、クエバス自身その判定に納得がいかず途中棄権をしようとしたが、クエバスの気持ちに同意して、棄権しないように説得し、試合が再開した。素晴らしいバシラシビリの対応に会場は歓喜した。年間最終ランキングは67位。

### 2021年
年間最終ランキングは97位。

## ATPツアー決勝進出結果

### シングルス: 10回 (6勝4敗)
| 大会グレード                            |
| グランドスラム (0-0)                    |
| ATPワールドツアー・ファイナル (0-0)     |
| ATPワールドツアー・マスターズ1000 (0-0) |
| ATPワールドツアー・500シリーズ (1–1)    |
| ATPワールドツアー・250シリーズ (5–3)    |

| サーフェス別タイトル |
| ハード (0–0)         |
| クレー (6–3)         |
| 芝 (0-1)             |
| カーペット (0-0)     |

| 結果   | No. | 決勝日        | 大会             | サーフェス | 対戦相手                       | スコア           |
| ------ | --- | ------------- | ---------------- | ---------- | ------------------------------ | ---------------- |
| 優勝   | 1.  | 2014年7月14日 | ボースタード     | クレー     | ジョアン・ソウザ               | 6–2, 6–1         |
| 優勝   | 2.  | 2014年7月27日 | ウマグ           | クレー     | トミー・ロブレド               | 6–3, 6–4         |
| 優勝   | 3.  | 2015年2月15日 | サンパウロ       | クレー     | ルカ・ヴァンニ                 | 6–4, 3–6, 7–6(4) |
| 準優勝 | 1.  | 2015年5月3日  | イスタンブール   | クレー     | ロジャー・フェデラー           | 3–6, 6–7(11)     |
| 優勝   | 4.  | 2016年2月21日 | リオデジャネイロ | クレー     | ギド・ページャ                 | 6–4, 6–7(5), 6–4 |
| 優勝   | 5.  | 2016年2月28日 | サンパウロ       | クレー     | パブロ・カレーニョ・ブスタ     | 7–6(4), 6-3      |
| 準優勝 | 2.  | 2016年6月25日 | ノッティンガム   | 芝         | スティーブ・ジョンソン         | 6-7(5), 5-7      |
| 準優勝 | 3.  | 2016年7月17日 | ハンブルク       | クレー     | マルティン・クリザン           | 1-6, 4-6         |
| 優勝   | 6.  | 2017年3月5日  | サンパウロ       | クレー     | アルベルト・ラモス＝ビニョラス | 6–7(3), 6–4, 6–4 |
| 準優勝 | 4.  | 2019年5月5日  | エストリル       | クレー     | ステファノス・チチパス         | 3-6, 6-7(4)      |

### ダブルス: 17回 (9勝8敗)
| 結果   | No. | 決勝日         | 大会                 | サーフェス     | パートナー                 | 対戦相手                                                        | スコア                 |
| ------ | --- | -------------- | -------------------- | -------------- | -------------------------- | --------------------------------------------------------------- | ---------------------- |
| 準優勝 | 1.  | 2008年4月20日  | ヒューストン         | クレー         | マルセル・グラノリェルス   | エルネスツ・グルビス ライナー・シュットラー                     | 5–7, 6–7(3)            |
| 優勝   | 1.  | 2008年6月7日   | 全仏オープン         | クレー         | ルイス・オルナ             | ダニエル・ネスター ネナド・ジモニッチ                           | 6–2, 6–3               |
| 優勝   | 2.  | 2009年2月7日   | ビニャ・デル・マール | クレー         | ブリアン・ダブル           | フランティシェク・チェルマク ミハル・メルティナク               | 6–3, 6–3               |
| 優勝   | 3.  | 2009年10月22日 | モスクワ             | ハード(室内)   | マルセル・グラノリェルス   | フランティシェク・チェルマク ミハル・メルティナク               | 4–6, 7–5, [10–8]       |
| 優勝   | 4.  | 2010年2月14日  | コスタ・ド・サイペ   | クレー         | マルセル・グラノリェルス   | ルカシュ・クボット オリバー・マラチ                             | 7–5, 6–4               |
| 準優勝 | 2.  | 2010年5月9日   | エストリル           | クレー         | マルセル・グラノリェルス   | マルク・ロペス ダビド・マレーロ                                 | 7–6(1), 4–6, [4–10]    |
| 準優勝 | 3.  | 2013年9月29日  | クアラルンプール     | ハード (室内)  | オラシオ・セバジョス       | エリック・ブトラック レイベン・クラーセン                       | 2–6, 4–6               |
| 準優勝 | 4.  | 2014年2月16日  | ブエノスアイレス     | クレー         | オラシオ・セバジョス       | マルセル・グラノリェルス マルク・ロペス                         | 5–7, 4–6               |
| 準優勝 | 5.  | 2014年5月4日   | オエイラス           | クレー         | ダビド・マレーロ           | サンティアゴ・ゴンサレス スコット・リプスキー                   | 3–6, 6–3, [8–10]       |
| 優勝   | 5.  | 2015年5月17日  | ローマ               | クレー         | ダビド・マレーロ           | マルセル・グラノリェルス マルク・ロペス                         | 6–4, 7–5               |
| 準優勝 | 6.  | 2015年6月27日  | ノッティンガム       | クレー         | ダビド・マレーロ           | クリス・グッチョーネ アンドレ・サ                               | 2-6, 5-7               |
| 準優勝 | 7.  | 2016年4月24日  | バルセロナ           | クレー         | マルセル・グラノリェルス   | ボブ・ブライアン マイク・ブライアン                             | 5-7, 5-7               |
| 優勝   | 6.  | 2017年2月25日  | リオデジャネイロ     | クレー         | パブロ・カレーニョ・ブスタ | フアン・セバスティアン・カバル ロベルト・ファラ                 | 6–4, 5–7, [10–8]       |
| 優勝   | 7.  | 2017年5月23日  | モンテカルロ         | クレー         | ロハン・ボパンナ           | フェリシアーノ・ロペス マルク・ロペス                           | 6–3, 3–6, [10–4]       |
| 準優勝 | 8.  | 2017年7月30日  | ハンブルク           | クレー         | マルク・ロペス             | イワン・ドディグ マテ・パビッチ                                 | 3-6, 4-6               |
| 優勝   | 8.  | 2017年8月6日   | キッツビュール       | クレー         | ギリェルモ・デュラン       | ハンス・ポドリプニク＝カスティージョ アンドレイ・バシレフスキー | 6–4, 4–6, [12–10]      |
| 優勝   | 9.  | 2017年10月29日 | ウィーン             | ハード（室内） | ロハン・ボパンナ           | マルセロ・デモリネル サム・クエリー                             | 7–6(7), 6–7(4), [11–9] |

## シングルス成績

### 4大大会シングルス
略語の説明
| W | F | SF | QF | #R | RR | Q# | LQ | A | Z# | PO | G | S | B | NMS | P | NH |

W=優勝, F=準優勝, SF=ベスト4, QF=ベスト8, #R=#回戦敗退, RR=ラウンドロビン敗退, Q#=予選#回戦敗退, LQ=予選敗退, A=大会不参加, Z#=デビスカップ/BJKカップ地域ゾーン, PO=デビスカップ/BJKカッププレーオフ, G=オリンピック金メダル, S=オリンピック銀メダル, B=オリンピック銅メダル, NMS=マスターズシリーズから降格, P=開催延期, NH=開催なし.
| 大会           | 2007 | 2008 | 2009 | 2010 | 2011 | 2012 | 2013 | 2014 | 2015 | 2016 | 2017 | 2018 | 2019 | 通算成績 |
| -------------- | ---- | ---- | ---- | ---- | ---- | ---- | ---- | ---- | ---- | ---- | ---- | ---- | ---- | -------- |
| 全豪オープン   | A    | A    | A    | 1R   | 1R   | A    | A    | A    | 1R   | 2R   | 1R   | 2R   | 2R   | 3–7      |
| 全仏オープン   | LQ   | 1R   | LQ   | 1R   | 1R   | A    | 2R   | 2R   | 3R   | 3R   | 3R   | 2R   | 3R   | 11–10    |
| ウィンブルドン | A    | A    | 2R   | A    | A    | A    | A    | 1R   | 1R   | 1R   | A    | 1R   | 2R   | 2–6      |
| 全米オープン   | 1R   | 1R   | 2R   | 2R   | A    | A    | 1R   | 1R   | 2R   | 2R   | 1R   | A    | 2R   | 5-10     |

### 大会最高成績
| 大会                 | 成績 | 年            |
| -------------------- | ---- | ------------- |
| ツアーファイナルズ   | A    | 出場なし      |
| インディアンウェルズ | QF   | 2017          |
| マイアミ             | 3R   | 2011, 2016    |
| モンテカルロ         | QF   | 2017          |
| マドリード           | SF   | 2017          |
| ローマ               | 2R   | 2015, 2017    |
| カナダ               | 1R   | 2015          |
| シンシナティ         | 2R   | 2016          |
| 上海                 | 1R   | 2014-17, 2019 |
| パリ                 | 3R   | 2016, 2017    |
| オリンピック         | 2R   | 2016          |
| デビスカップ         | WGⅡ  | 2014, 2018    |
| ATPカップ            | RR   | 2020          |

## ダブルス成績

### 4大大会ダブルス
| 大会           | 2007 | 2008 | 2009 | 2010 | 2011 | 2012 | 2013 | 2014 | 2015 | 2016 | 2017 | 通算成績 |
| -------------- | ---- | ---- | ---- | ---- | ---- | ---- | ---- | ---- | ---- | ---- | ---- | -------- |
| 全豪オープン   | A    | A    | A    | A    | 1R   | A    | A    | A    | QF   | SF   | 2R   | 8–4      |
| 全仏オープン   | 3R   | W    | 3R   | A    | 1R   | A    | SF   | 2R   | 2R   | QF   | A    | 19-7     |
| ウィンブルドン | A    | A    | 1R   | A    | A    | A    | A    | 3R   | 1R   | 3R   | A    | 4–4      |
| 全米オープン   | 2R   | 2R   | 3R   | 2R   | A    | A    | 3R   | 1R   | 1R   | 1R   | A    | 7–8      |

### 大会最高成績
| 大会                 | 成績 | 年               |
| -------------------- | ---- | ---------------- |
| ATPファイナルズ      | SF   | 2008             |
| インディアンウェルズ | SF   | 2018             |
| マイアミ             | 2R   | 2016             |
| モンテカルロ         | W    | 2017             |
| マドリード           | 2R   | 2015, 2016, 2018 |
| ローマ               | W    | 2015             |
| カナダ               | 1R   | 2015             |
| シンシナティ         | 2R   | 2016             |
| 上海                 | QF   | 2016             |
| パリ                 | QF   | 2014             |
| オリンピック         | A    | 出場なし         |
| デビスカップ         | WGⅡ  | 2014, 2018       |
| ATPカップ            | RR   | 2020             |